# アントニオ・ヌニェス
アントニオ・ヌニェス・テナ（Antonio Núñez Tena、1979年1月15日 - ）は、スペインの元サッカー選手。ポジションはミッドフィールダー。

## 経歴

### レアル・マドリード
マドリード出身、CDサン・フェデリコとラス・ロサスCFの下部組織で育ち、2001年にレアル・マドリード加入を果たした。
2003-04シーズンにトップチームのカルロス・ケイロス監督によってレアル・マドリード・カスティージャから昇格した。2003年9月2日、ビジャレアルCF戦の終了15分前にハビエル・ポルティージョとの交代でプリメーラ・ディビシオンデビューを果たすと、7分後に1-1とする同点ゴールを決めたが、残りシーズンのリーグ戦では10試合の途中出場に留まった。

### リヴァプール
2004年8月、800万ポンドでレアル・マドリードに移籍したマイケル・オーウェンの保障として、ラファエル・ベニテス新監督が就任したリヴァプールFCにホセミに続く2人目の新加入スペイン人選手として移籍した。リヴァプールでの初練習で膝を負傷したため、3ヶ月間戦線を離脱した。2004年11月28日、2-1で勝利したアーセナルFC戦に21分間出場しプレミアリーグデビューを果たした。
リヴァプールでの唯一のゴールは2-3で敗れたEFLカップ決勝のチェルシーFC戦で、主要カップ戦の決勝で在籍中唯一のゴールを決めたクラブ史上初の選手となっている。在籍は1シーズンのみだったが、UEFAチャンピオンズリーグで優勝を果たし、決勝のACミラン戦ではベンチ入りした。

### 晩年
2005年7月26日、スペインに戻りプリメーラ・ディビシオン昇格組のセルタ・デ・ビーゴに加入した。セルタでは3年間過ごし、主力として活躍したものの、セグンダ・ディビシオン降格も経験し、2008年夏にレアル・ムルシアに移籍した。
2009年夏、ムルシアとの契約を解除すると、キプロスのアポロン・リマソールに加入した。3シーズンを経て、セグンダ・ディビシオンに戻り、SDウエスカと1年半契約を締結した。
2013年にチームがセグンダ・ディビシオンBに降格すると、9月12日にデポルティーボ・ラ・コルーニャと4ヶ月契約を締結し個人残留、1年でプリメーラ・ディビシオン復帰を果たしたチームの一員となったが、先発出場は7試合で無得点に終わった。
2014年7月8日、レクレアティーボ・ウェルバと1年契約を締結すると、加入シーズンに5得点を挙げたがチームはセグンダ・ディビシオンBに降格した。2016年4月、アスのインタビューでクラブの財政難を暴露した。